# Li Boan
Pour les articles homonymes, voir Li.
Dans ce nom chinois, le nom de famille, Li, précède le nom personnel.
Li Boan, né le 3 septembre 2000,, est un coureur cycliste chinois.

## Biographie
En 2021, Li Boan termine sixième du Tour du lac Qinghai. L'année suivante, il remporte la dernière étape de cette même épreuve. Il est aussi sélectionné en équipe nationale pour les championnats du monde sur piste, où il se classe treizième de la poursuite par équipes. 
Lors de la saison 2023, il finit huitième de la Trans-Himalaya Cyclin Race, après s'être classé troisième de la dernière étape. Il termine surtout dix-huitième et meilleur coureur chinois du Tour de Hainan, face à plusieurs coureurs appartenant à des équipes européennes. 
En 2024, il prend la cinquième place du championnat de Chine sur route. Sur piste, il se classe quatrième de l'élimination et sixième de l'américaine aux championnats d'Asie. Il participe également à ses premières compétitions européennes sur route avec la formation continentale Henan Bodywrap, qui fait le déplacement dans les îles Britanniques. Pour ses débuts sur le continent, il obtient une victoire et diverses places d'honneur dans des épreuves nationales anglaises. Il termine par ailleurs troisième du Tommy Brady Memorial en Irlande. 

## Palmarès et résultats

### Par année
- 2018
  - 2e du championnat de Chine sur route juniors
- 2022
  - 8e étape du Tour du lac Qinghai
- 2024
  - Airc Sprint Criterium
  - 3e du Timmy James Memorial Grand Prix
  - 3e du Tommy Brady Memorial

### Classements mondiaux
| Année                                 | 2021  | 2022  | 2023  | 2024  |
| ------------------------------------- | ----- | ----- | ----- | ----- |
| Classement mondial                    | 1794e | 2199e | 2305e | 1260e |
| UCI Asia Tour                         | 118e  | 233e  | 241e  | 88e   |
|                                       |       |       |       |       |
| Légende : nc = non classéSource : UCI |       |       |       |       |